# 539 Паміна
539 Паміна (539 Pamina) — астероїд головного поясу, відкритий 2 серпня 1904 року Максом Вольфом у Гейдельберзі.